# Les Aubreyades
Les Aubreyades, aussi connues sous le nom de série Aubrey-Maturin (en anglais : Aubrey–Maturin series) est le nom d'une série de romans historiques et maritimes d'un total de 21 tomes (dont un inachevé) rédigés par le romancier britannique Patrick O'Brian et originellement publiées entre 1969 et 2004.
Ces romans narrent les aventures du capitaine Jack Aubrey de la Royal Navy et de son fidèle compagnon, le médecin, naturaliste et agent secret Stephen Maturin durant la période des guerres napoléoniennes.

## Description globale
Cette série d'ouvrages narre les aventures de Jack Aubrey, marin de carrière dans la Royal Navy (marine de guerre anglaise), en particulier durant les Guerres napoléoniennes. Celui-ci va monter en grade successivement, depuis le poste de lieutenant jusqu'au rôle d'amiral.
En parallèle, on suit le docteur Stephen Maturin, naturaliste célèbre et ami du capitaine Aubrey, qui se trouve être un agent secret pour la couronne britannique.

## Tomes
1. Maître à bord (1970)
2. Capitaine de vaisseau (1972)
3. La Surprise (1973)
4. Expédition à l'île Maurice (1977)
5. L'Île de la Désolation (1978)
6. Fortune de guerre (1979)

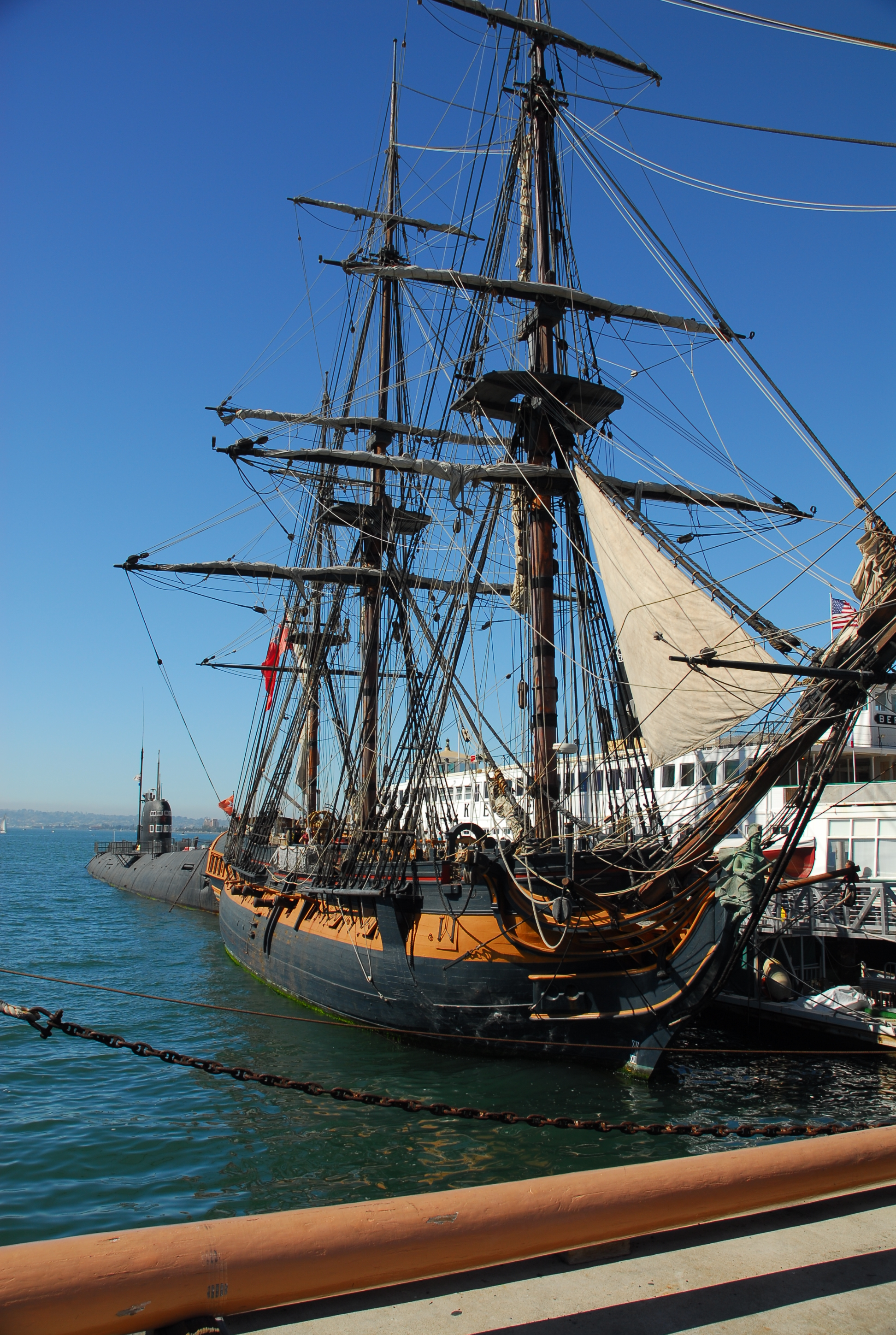
Une réplique de la frégate utilisée dans le film Master and Commander. Elle apparait à de très nombreuses reprises dans les romans.

7. La Citadelle de la Baltique (1980)
8. Mission en mer Ionienne (1981)
9. Le Port de la trahison (1983)
10. De l'autre côté du monde (1984)
11. Le Revers de la médaille (1986)
12. La Lettre de marque (1988)
13. Le Rendez-vous malais (1989)
14. Les Tribulations de la « Muscade » (1991)
15. L'Exilée (1992)
16. Une mer couleur de vin (1993)
17. Le Commodore (1995)
18. Le Blocus de la Sibérie (1996)
19. Les Cent jours (1998)
20. Pavillon amiral (1999)
21. Le Voyage inachevé de Jack Aubrey (2004)

## Édition
Le premier roman, Maître à bord, fut publié en 1969 et le dernier, Pavillon amiral fut terminé en 1999. Le 21e tome de la série, laissé inachevé à la suite du décès de O'Brian en 2000, fut publié la première fois par un éditeur étranger en 2004. En France, Les Aubreyades furent tout d'abord publiées par l'éditeur Presses de la Cité entre 1996 et 2004 avant que la série ne soit rééditée par Omnibus en 2010, par volumes de quatre tomes, en publiant notamment pour la première fois en français ce 21e tome intitulé Le Voyage inachevé de Jack Aubrey.

## Réception
La série a reçu une critique très favorable, le New York Times parlant même de « meilleur roman historique jamais écrit ». Patrick O'Brian est alors comparé à des écrivains tels que Jane Austen ou C. S. Forester (connu pour son personnage d'Horatio Hornblower),,.

## Adaptation
La série a été largement popularisée en 2003 lors de la parution du film Master and Commander : De l'autre côté du monde de Peter Weir, film s'inspirant notamment des tomes Maître à bord, La Surprise, Fortune de guerre, La lettre de marque et De l'autre côté du monde. Russell Crowe y tient le rôle de Jack Aubrey tandis que Paul Bettany tient celui de Stephen Maturin.